# Gustave Corlin
Pour les articles homonymes, voir Corlin.
Gustave Corlin, né le 10 juin 1875 à Rully (Saône-et-Loire), mort le 18 septembre 1969 à Émerainville, est un artiste peintre français.
Il créa et dirigea un atelier de peinture parisien qui fonctionna pendant plus de 70 ans. Il est le père du peintre Jean Corlin (qui prendra la suite de la direction de l'atelier) et le cousin de l'homme politique Jean Corlin.

## Biographie
Gustave Corlin est admis à l'École des beaux-arts de Paris dans les ateliers de Jean-Léon Gérôme, Ferdinand Humbert et Gabriel Guay. Il fréquente Edgar Degas et se lie à Georges Rouault, surtout connu comme graveur et coloriste. Corlin obtient le prix Fortin d'Ivry en 1901 pour son esquisse peinte Ulysse et l'ombre de sa mère.
Le peintre collabore et achève la seconde commande des fresques de Pierre Puvis de Chavannes pour le Panthéon de Paris. Il expose au Salon des indépendants et au Salon des artistes français depuis 1912, dont il devient sociétaire. Il y obtient une médaille d'argent en 1920, le prix Valérie-Havard ainsi que la médaille d'or 1923 avant d'être placé en hors-concours.
Une rétrospective lui fut consacrée au Grand-Palais à Paris lors du Salon de 1965. Une nature morte est conservée à Marseille, au musée Cantini. Un autre tableau La Soupière blanche est conservé au musée des beaux-arts de Troyes.

## L’atelier Corlin

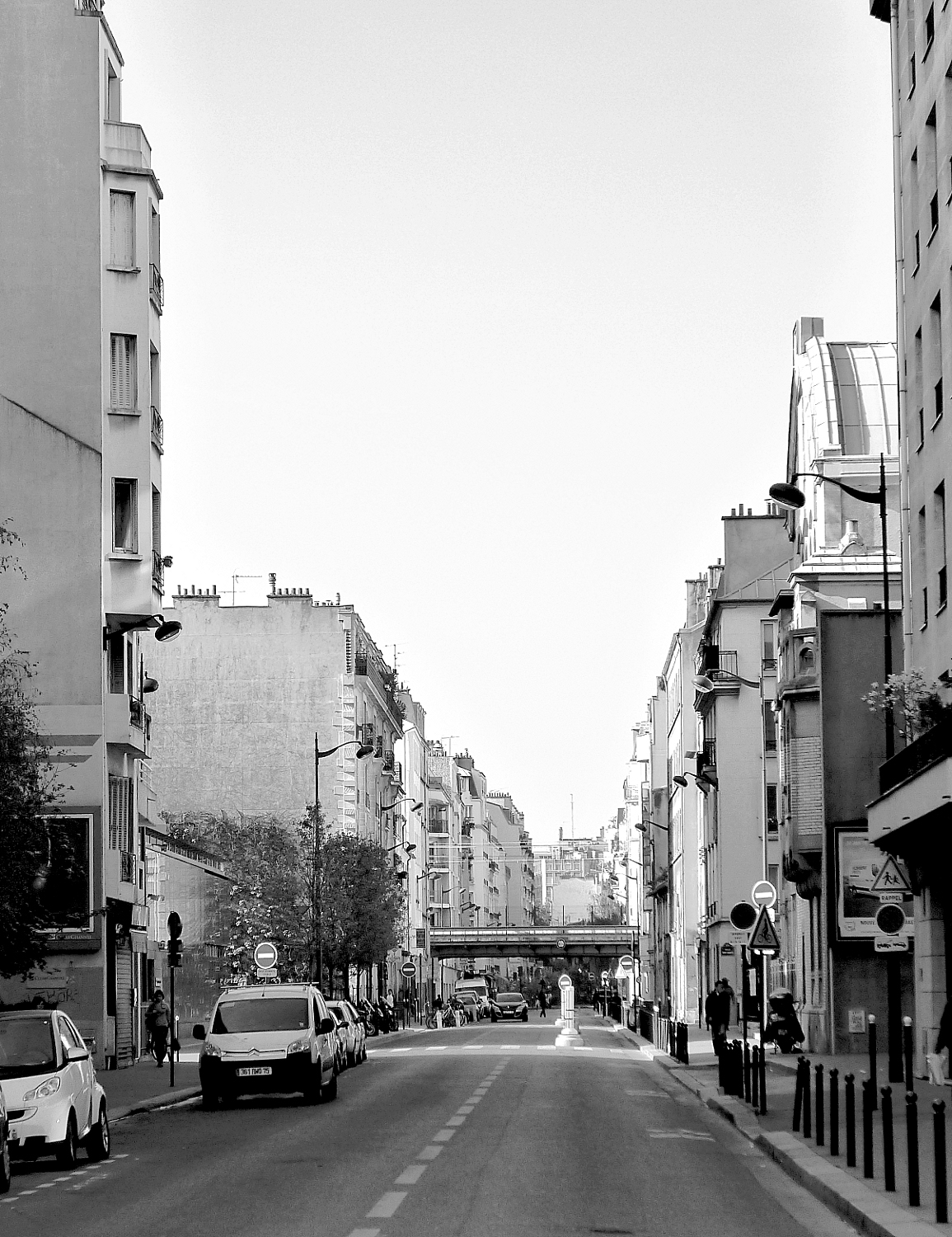
Rue de la Tombe-issoire à Paris, depuis le boulevard Saint-Jacques

Dans son atelier de la rue de la Tombe-Issoire, situé dans le quartier du Parc-de-Montsouris, dans le 14e arrondissement de Paris, Gustave Corlin forme de nombreux élèves de toutes nationalités par un enseignement classique à base d'études de nus et de copies d'œuvres du musée du Louvre. Cet atelier de peinture, situé derrière le boulevard Saint-Jacques, avait la particularité d'être séparé de quelques pas de la Cité fleurie qui a accueilli des artistes comme Paul Gauguin, Amedeo Modigliani ou Henri Cadiou. 
L'atelier fonctionne pendant plus de 70 ans. Gustave Corlin le dirige dès la fin des années 1920 mais l'atelier continue à accueillir des élèves après la mort de son créateur. Son fils, le peintre Jean Corlin, et son petit-fils le dirigeront par la suite. L'atelier cesse son activité en 2003.

## Collection publiques
- La Soupière blanche, musée Saint-Loup de Troyes ;
- La Nappe aux damiers rouges, musée du Luxembourg (Paris) ;
- Nature morte, musée Cantini de Marseille.

## Salons
- Salon des indépendants de 1919
- Salon des artistes français de 1920

## Élèves
- Yves Millecamps (né en 1930), peintre et sérigraphiste français, membre de l'Académie des beaux-arts de l'Institut de France, élève de l’atelier en 1950;
- Yvonne Huet, née Yvonne Fauny (1925-2008), peintre dinannaise, fait partie du Groupe des Sept;
- Alfred Georges Regner (1897–1987), peintre français, sociétaire du salon des artistes français en 1937, élève de l’atelier en 1929;
- Pierre Carron, peintre et sculpteur français[5];
- Georges Briata (né en 1933), peintre français;
- Richard Dussaulx, (né en 1948) peintre français[6];
- Gilles Fabre (1933-2007), peintre paysagiste lorrain.
- Jean-Pierre Broyer (1937-2016), architecte d’intérieur français.
- Pierre Fournier (1937-1973), journaliste et dessinateur pamphlétaire français.